# ناحية دورة تشغني (مقاطعة دورة)
ناحية دورة تشغني (بالفارسية: بخش دوره چگنی) هي الناحية تقع في لرستان في إيران. يقدر عدد سكانها بـ 20,823 نسمة .